# サザランド (オーストラリア)
サザランド（英語: Sutherland）は、オーストラリアのニューサウスウェールズ州・サザランド・シャーのサバーブである。シドニーの南約35kmに位置する。

## 地理

### 鉄道
サバーブをシティレールのイースタン・サバーブ・アンド・イラワラ線が縦断し、サザランド駅が設けられている。サザランド駅からは、イースタン・サバーブ・アンド・イラワラ線の支線が分岐し、この支線は、クロヌラ駅まで伸びる。

### バス
サザランド駅は、サザランド・シャーの交通のハブとなっており、駅の東西の入口に市内各地へと伸びるバス路線の中心となっている。
- 961系統--サバーブを東西に横断する系統で、東は、ミランダ駅まで。
- 962系統--サザランド駅から市内北西部のサバーブであるイラウォングを経由し、バンクスタウンへ至る系統。
- 965系統--サザランド駅からウォロノーラへ至る系統。
- 969系統--サザランド駅からミランダへ至る系統。
- 976系統--サザランド駅から市内南東部のサバーブであるグレイズ・ポイント至る系統。
- 991系統--サザランド駅から市内南西部のヒースコーテへ至る系統。
- 993系統--サザランド駅からヒースコーテを経由して、ウォロノーラ・ハイツへ至る系統。

また、M92系統がサザランド駅からバンクスタウンを経由してパラマッタへ運行している。

## 歴史
サザランドの地名の由来は、以下の2説が立っている。
1. ジェームズ・クックの航海に同行し、客死した船員のフォービー・サザランド（en）から。しかしながら、彼とサザランドの地名を直接結びつける証拠がない。
2. 探検家のトーマス・ミッチェルが1835年に、ジョージズ川の南岸に「Parish of Southerland」と名づけたことから。しかし、のちの政府の刊行物には、「Sutherland」と「o」無しで記述していることから、これが正しいかどうかも疑問が残る。

シドニーの実業家であるトーマス・ホルト（Thomas Holt、1811年-1888年）が、1860年代に13,000エーカー（53平方km）の土地を買収した。彼が買収した土地は、サザランドからクロヌラまでの土地であった。当時のサザランドを中心とする地域の主な産業は、最初に林業が勃興した。ホルトは、この地域に、石炭の採掘、牧羊業、牡蠣の養殖業などさまざま事業を展開した。また、1881年には、ジョージズ川南岸のシルヴァニアに40部屋からなる大邸宅を建設した。この大邸宅は1918年に焼失している。
1842年、サウス・ロードが開通した。また、ウォロノーラ川を越えてイラワラ・ロードが、のちに開通したことで、シドニーとイラワラ地域が道路で結ばれた。その後、イラワラ地域への主要道路は、プリンシズ・ハイウェイ（en）に代わる。鉄道は、1880年代に建設された。当時のサザランドの一般的な住居は、ブッシュの中に設けたテントであった。土地が区画整理され、街がサザランド駅周辺に建設されるようになった。1886年時点では、4件の建物しかなかったが、ブロムリー（Bromley）と呼ばれる人物によって、駅舎、鉄道員のための住居、商店が経営されるようになった。また、1886年には、郵便局が開局し、翌年には、学校が設立された。
1906年、当時、「シャー・オブ・サザランド」と呼ばれていたこの地域は、公式に「サザランド・シャー｣を宣言し、地方公共団体となり、サザランドは、シャーの中心となった。市議会議事堂の建設は1915年のことである。1920年代までには、路面電車がサザランドとクロヌラの間を運転するようになっていった。